# Aaronsohnia
Aaronsohnia là một chi thực vật có hoa trong họ Cúc (Asteraceae).

## Loài
Tính đến  tháng 7 năm 2020, Plants of the World online công nhận 2 loài thuộc chi này:
- Aaronsohnia factorovskyi Warb. & Eig 1927
- Aaronsohnia pubescens (Desf.) K.Bremer & Humphries 1993 (basionym : Cotula pubescens Desf.)
  - A. pubescens subsp. pubescens
  - A. pubescens subsp. maroccana (Ball) Förther & Podlech